# …Nothing Like the Sun
…Nothing Like the Sun är ett musikalbum med Sting, hans andra studioalbum som soloartist, utgivet 1987. Titeln till albumet är tagen från en av Shakespeares sonetter, som inleds "My mistress' eyes are nothing like the sun" ("Min flickas blick är ej lik solen alls"), och sjungs i balladen "Sister Moon".
Albumet nådde förstaplatsen på albumlistan i Storbritannien, och en niondeplats i USA. I februari 1988 släpptes …Nada Como el Sol, med fyra av låtarna från albumet inspelade på spanska, samt en låt på portugisiska.
Världsturnén nådde Sverige och Hovet 18 juni 1988.

## Låtlista
Samtliga låtar skrivna av Sting, om inte annat anges.
1. "The Lazarus Heart" - 4:35
2. "Be Still My Beating Heart" - 5:34
3. "Englishman in New York" - 4:27
4. "History Will Teach Us Nothing" - 5:07
5. "They Dance Alone (Cueca Solo)" - 6:48
6. "Fragile" - 3:58
7. "We'll Be Together" - 4:53
8. "Straight to My Heart" - 3:54
9. "Rock Steady" - 4:28
10. "Sister Moon" - 3:57
11. "Little Wing" (Jimi Hendrix) - 5:03
12. "The Secret Marriage" (Hanns Eisler, Sting) - 2:02

## Singlar
- "We'll Be Together"(Oktober 1987)
- "Be Still My Beating Heart"(Januari 1988)
- "Englishman in New York"(Februari 1988)
- "Fragile"(April 1988)
- "They Dance Alone (Cueca Solo)"(September 1988)